# Janez Ožbolt
Janez Ožbolt, slovenski biatlonec, * 22. avgust 1970, Stari Trg pri Ložu.

## Življenjepis
Odraščal je v Starem trgu pri Ložu, kjer je obiskoval osnovno šolo. Srednjo strojno šolo je zaključil v Postojni, kasneje je ob delu študiral na Fakulteti za organizacijske vede. Leta 2009 je opravil magisterij na Fakulteti za management v Kopru. 
Še vedno je v biatlonu aktiven kot funkcionar - predsednik strokovnega sveta biatlonskih reprezentanc - in trener, sicer pa je zaposlen v podjetju Alpod. Z družino živi v Begunjah pri Cerknici. V letu 2011 je kandidiral na državnozborskih volitvah na Listi Zorana Jankovića - Pozitivna Slovenija.

## Šport
Že pri šestih letih se je začel ukvarjati s smučarskim tekom, z biatlonom pa pri dvanajstih. Treniral je v domačem Smučarskem klubu Kovinoplastika Lož in zanj tekmoval do konca kariere. S petnajstimi leti je prišel v državno biatlonsko reprezentanco takratne Jugoslavije, kasneje Slovenije, kjer je bil do konca kariere leta 2006. V času aktivnega tekmovanja je bil od leta 1991 zaposlen v športni enoti Slovenske vojske kot profesionalni športnik – biatlonec.
Ožbolt je za Slovenijo nastopil na petih zimskih Olimpijskih igrah: na Zimskih olimpijskih igrah 1992 v Albertvillu, Zimskih olimpijskih igrah 1994 v Lillehammerju, Zimskih olimpijskih igrah 1998 v Naganu, Zimskih olimpijskih igrah 2002 v Salt Lake Cityju ter na Zimskih olimpijskih igrah 2006 v Torinu, kjer je nastopal tako v individualni kot v ekipni konkurenci. 
V svetovnem pokalu je tekmoval 18 let, njegova najvišja uvrstitev je 7. mesto.

## Najboljši rezultati
9. mesto v teku na 10 km na Zimskih olimpijskih igrah v Lillehammerju 1994, 2. mesto na svetovnem poletnem prvenstvu, svetovni vojaški prvak, 3. mesto s štafeto v svetovnem pokalu, večkratni državni prvak (1994, 1997, 2001, 2003, 2006).